# Leersia perrieri
Leersia perrieri là một loài thực vật có hoa trong họ Hòa thảo. Loài này được (A.Camus) Launert mô tả khoa học đầu tiên năm 1965.